# Parlamentsvalget i Slovakiet 2016
Parlamentsvalget i Slovakiet 2016 blev afholdt i 5. marts 2016. Der skulle vælges 150 medlemmer til Nationalrådet. Det regerende venstrepopulistiske parti Smer – Sociálna demokracia (SMER–SD) forblev det største parti, men mistede sit flertal. Det kristendemokratiske Slovenská demokratická a kresťanská únia – Demokratická strana (SDKÚ-DS), som havde regeringsmagten 2000-2006 og 2010-2012, led et stort valgnederlag og kom ikke over spærregrænsen på 5 % så det mistede sin repræsentation i Nationalrådet. Et andet kristendemokratisk parti Kresťanskodemokratické hnutie (KDH) kom heller ikke over spærregrænsen for første gang siden 1990, mens det nynazistiske Ľudová strana naše Slovensko (ĽSNS) blev valgt ind i parlamentet for første gang.

## Valgsystem
De 150 medlemmer af Nationalrådet blev valgt ved forholdstalsvalg i en enkelt landsdækkende valgkreds med en spærregrænse på 5 % for partier og 7 % for koalitioner med mindst to partier. Vælgerne kunne give op til fire personlige stemmer til deres foretrukne kandidat eller kandidater på listen for det parti, som de stemte på.
Valgretsalderen var 18 år og Valgbarhedsalderen 21 år.

## Partiet som opnåede valg
| Parti | Parti                                        | Ideologi                                       | Politisk holdning | Leder              |
| ----- | -------------------------------------------- | ---------------------------------------------- | ----------------- | ------------------ |
|       | Smer – Sociálna demokracia (Smer–SD)         | Socialdemokratisme Venstrepopulisme            | Centrum-venstre   | Robert Fico        |
|       | Sloboda a Solidarita (SaS)                   | Liberalisme Højre-libertarianisme              | Centrum-højre     | Richard Sulík      |
|       | Obyčajní ľudia a nezávislé osobnosti (OĽaNO) | Populisme Anti-korruption                      | Midterparti       | Igor Matovič       |
|       | Slovenská národná strana (SNS)               | Slovakisk nationalisme Højrepopulisme          | Højreekstremisme  | Andrej Danko       |
|       | Ľudová strana naše Slovensko (KĽSNS)         | Nynazisme Ultranationalisme                    | Højreekstremisme  | Marian Kotleba     |
|       | Sme rodina (SR)                              | Nationalkonservatisme Højrepopulisme           | Højreorienteret   | Boris Kollár       |
|       | Most–Híd                                     | Ungarske minoritetsinteresser Kristendemokrati | Centrum-højre     | Béla Bugár         |
|       | Sieť (SIEŤ)                                  | Liberalkonservatisme Social konservatisme      | Centrum-højre     | Radoslav Procházka |

## Valgresultat
| Parti                            | Parti                                       | Stemmer   | %      | +/–    | Mandater | +/– |
| -------------------------------- | ------------------------------------------- | --------- | ------ | ------ | -------- | --- |
|                                  | Smer–SD                                     | 737.481   | 28,28  | –16.13 | 49       | –34 |
|                                  | Sas                                         | 315.558   | 12,10  | +6.22  | 21       | +10 |
|                                  | OĽANO–NOVA                                  | 287.611   | 11,03  | +2.48  | 19       | +3  |
|                                  | SNS                                         | 225.386   | 8,64   | +4.09  | 15       | +15 |
|                                  | KĽSNS                                       | 209.779   | 8,04   | +6.46  | 14       | +14 |
|                                  | SR                                          | 172.860   | 6,63   | Ny     | 11       | Ny  |
|                                  | Most–Híd                                    | 169.593   | 6,50   | –0.39  | 11       | –2  |
|                                  | Sieť                                        | 146.205   | 5,61   | Ny     | 10       | Ny  |
|                                  | KDH                                         | 128.908   | 4,94   | –3.88  | 0        | –16 |
|                                  | Parti for det ungarske samfund              | 105.495   | 4,05   | –0.23  | 0        | 0   |
|                                  | Slovakisk Borgerkoalition                   | 21.785    | 0,84   | Ny     | 0        | Ny  |
|                                  | TIP-partiet                                 | 18.845    | 0,72   | Ny     | 0        | Ny  |
|                                  | Slovakiets Grønne Parti                     | 17.541    | 0,67   | Ny     | 0        | Ny  |
|                                  | Slovakiets Kommunistiske Parti              | 16.278    | 0,62   | –0.10  | 0        | 0   |
|                                  | SDKÚ-DS                                     | 6.938     | 0,27   | –5.82  | 0        | –11 |
|                                  | CHANCE                                      | 6.522     | 0,25   | Ny     | 0        | Ny  |
|                                  | Det moderne Slovakiets parti                | 4.559     | 0,17   | Ny     | 0        | Ny  |
|                                  | Partiet for direkte demokrati               | 3.595     | 0,14   | Ny     | 0        | Ny  |
|                                  | Mod – Stor national og prorussisk koalition | 3.428     | 0,13   | Ny     | 0        | Ny  |
|                                  | Modstand – Arbejderparti                    | 3.182     | 0,12   | Ny     | 0        | Ny  |
|                                  | Ungarsk kristendemokratisk alliance         | 2.426     | 0,09   | Ny     | 0        | Ny  |
|                                  | Demokratisk Parti - Ľudo Kaník              | 1.998     | 0,08   | Ny     | 0        | Ny  |
|                                  | Koalition – Sammen for Slovakiet            | 1.777     | 0,07   | Ny     | 0        | Ny  |
| I alt                            | I alt                                       | 2.607.750 | 100,00 | –      | 150      | 0   |
|                                  |                                             |           |        |        |          |     |
| Gyldige stemmer                  | Gyldige stemmer                             | 2.607.750 | 99,21  |        |          |     |
| Ugyldige/blanke stemmer          | Ugyldige/blanke stemmer                     | 20.798    | 0,79   |        |          |     |
| Stemmer i alt                    | Stemmer i alt                               | 2.628.548 | 100,00 |        |          |     |
| Stemmeberettigede/valgdeltagelse | Stemmeberettigede/valgdeltagelse            | 4.426.760 | 59,38  |        |          |     |
| Kilde: Volby                     |                                             |           |        |        |          |     |

## Regeringsdannelse
7. marts inviterede Slovakiets præsident Andrej Kiska de valgte parti, med undtagelse af ĽSNS, til samtale. Fico fik som den første mulighed for at danne en stabil koalition. Alle partier, undtagen SR, havde nægtet at diskutere muligheden for at gå i regering med ĽSNS. En antifascistisk demonstration blev afholdt samme dag i Bratislava mod ĽSNS's repræsentation i parlamentet.
17. marts informerede Fico præsident Andrej Kiska om, at han ville danne en regeringskoalition, Regeringen Robert Fico III, med Smer-SD, SNS, Most-Híd og Sieť, som tilsammen havde 85 af de 150 pladser.